# Susan Downey
Susan Nicole Downey (nascida Susan Nicole Levin, em 6 de Novembro de 1973, Toronto) é uma escritora, e esposa do ator e músico Robert Downey Jr..
Até fevereiro de 2009, ela era copresidente da Dark Castle Entertainment e vice-presidente executiva de produção na Silver Pictures, empresa de produção de Joel Silver, mas parou para trabalhar mais próxima ao marido. O casal formou sua própria casa de produção chamada Team Downey.

## Carreira
Susan Downey nasceu em Schaumburg, Illinois em uma família judia, onde se formou no Schaumburg High School em 1991. Interessada em uma carreira na produção de filmes, Downey se mudou para Califórnia e se formou na University of Southern California School of Cinema/Television. Ela iniciou sua carreira na New Line Cinema, onde realizou um trabalho de produção não-creditado no filme Mortal Kombat em 1995 e na sequencia de 1997, Mortal Kombat: A Aniquilação.

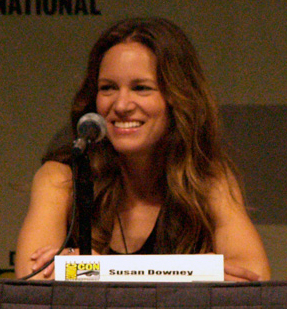
Susan promovendo o filme Sherlock Holmes no evento ComicCon, em 2009.

Downey ocupou o cargo duplo de Co-Presidente do Dark Castle Entertainment e Vice-Presidente Executivo de Produção na Silver Pictures. Ao entrar na Silver Pictures em 1999, ela supervisionou o desenvolvimento e produção de filmes liberados sob ambas empresas, incluindo 13 Fantasmas e A Senha: Swordfish.
Em 2002, fez sua estreia como co-produtora em Navio Fantasma e então co-produziu em 2003 Contra o Tempo. O primeiro trabalho de produção totalmente creditado a Susan foi no filme Gothika, em 2003, estrelando Halle Berry e o futuro marido de Susan, o ator Robert Downey Jr.. Ela também produziu   Casa de Cera, além de atuar como produtora executiva no thriller de comédia Beijos e Tiros.
Mais tarde, Downey produziu o aclamado drama psicológico de Neil Jordan The Brave One, com Jodie Foster e Terrence Howard; o elogiado RocknRolla, de Guy Ritchie, com Gerard Butler; o thriller de terror A Órfa, com Vera Farmiga e Peter Sarsgaard; o thriller Terror na Antártida, estrelando Kate Beckinsale; e o filme pós-apocalíptico dos Irmãos Hughes O Livro de Eli.

### Sherlock Holmes
Downey estava produzindo o filme de Guy Ritchie RocknRolla, quando seu marido Robert Downey Jr., a visitou em seu escritório na Silver Pictures e comentou sobre os planos de Ritchie de fazer um novo filme de Sherlock Holmes. A pedidos de seu marido, Susan se encontrou com Ritchie, e logo o filme teve Robert como personagem principal. Sherlock Holmes foi o primeiro filme em que os Downey's trabalharam juntos desde 2005, com Beijos e Tiros.

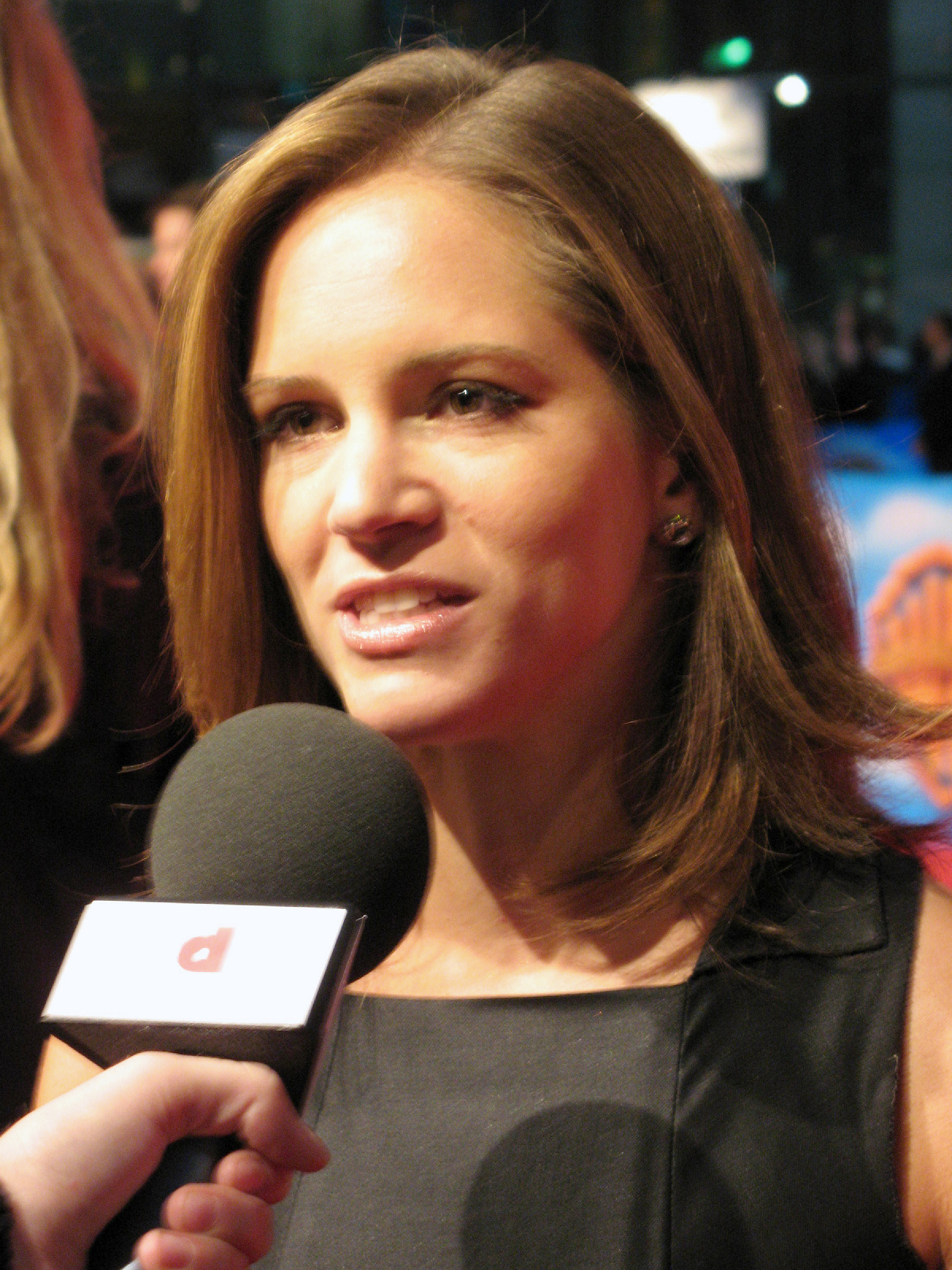
Susan em 2009.

Sherlock Holmes estreou com boas críticas e recorde de bilheteria no feriado de Natal de 2009. Foi o maior sucesso financeiro do casal e levou Robert Downey Jr. rumo a seu terceiro Globo de Ouro, o primeiro como Melhor Ator - em Musical ou Comédia.
Susan trabalhou com a equipe de produção de Homem de Ferro 2 ao lado do marido, permitindo que o casal trabalhasse junto novamente.

### Team Downey
Em junho de 2010, Robert e Susan Downey anunciaram a formação de sua produtora em acordo com a Warner Bros, a Team Downey (Equipe Downey), e contratou David Gambino para ser presidente de produção. Seu primeiro grande projeto foi a produção de Yucatán.

## Vida Pessoal
Durante as filmagens de Gothika, Susan e Robert discretamente iniciaram um romance. Embora ela tivesse negado suas investidas duas vezes por medo de que a relação deles não fosse durar até depois das filmagens, Downey a pediu em casamento na noite anterior ao seu aniversario de 30 anos. O casal assumiu a relação em público em 2003, e se casaram em 27 de agosto de 2005, em uma cerimonia judia em Amagansett, Nova Iorque. Robert credita sua mulher por tê-lo ajudado a acabar com seu problema com drogas e álcool. O diretor de Sherlock Holmes, Guy Ritchie descreve o casal como "a melhor ilustração de um casamento simbiótico que ele já viu. É um verdadeiro yin e yang, e tornou ele uma pessoa ótima para trabalhar. Robert seria um pé-no-saco se não tivesse a Susan para policiá-lo."
Downey possui uma tatuagem no braço direito com o nome "Suzie Q" em homenagem a ela; e, em 2012, o casal teve seu primeiro filho, Exton.

## Filmografia
| Ano  | Filme                              | Diretor                            | Notas                                                                |
| ---- | ---------------------------------- | ---------------------------------- | -------------------------------------------------------------------- |
| 2002 | Navio Fantasma                     | Steve Beck                         | Co-Produtora Creditada como Susan Levin                              |
| 2003 | Contra o Tempo                     | Andrzej Bartkowiak                 | Co-Produtora Creditada como Susan Levin                              |
| 2003 | Na Companhia do Medo               | Mathieu Kassovitz                  | Produtora Creditada como Susan Levin Com Robert Downey Jr.           |
| 2005 | A Casa de Cera                     | Jaume Collet-Serra                 | Produtora Creditada como Susan Levin                                 |
| 2005 | Beijos e Tiros                     | Shane Black                        | Produtora Executiva Creditada como Susan Levin Com Robert Downey Jr. |
| 2007 | A Colheita do Mal                  | Stephen Hopkins                    | Produtora                                                            |
| 2007 | Invasores (2007)                   | Oliver Hirschbiegel/James McTeigue | Produtora Executiva                                                  |
| 2007 | The Brave One                      | Neil Jordan                        | Produtora                                                            |
| 2008 | RocknRolla                         | Guy Ritchie                        | Produtora                                                            |
| 2009 | A Órfã                             | Jaume Collet-Serra                 | Produtora                                                            |
| 2009 | Terror na Antártida                | Dominic Sena                       | Produtora                                                            |
| 2009 | Sherlock Holmes                    | Guy Ritchie                        | Produtora                                                            |
| 2010 | O Livro de Eli                     | Irmãos Hughes                      | Produtora Executiva                                                  |
| 2010 | Um Parto de Viagem                 | Todd Phillips                      | Produtora Executiva Com Robert Downey Jr.                            |
| 2010 | Homem de Ferro 2                   | Jon Favreau                        | Produtora Executiva                                                  |
| 2011 | The Factory                        | Morgan O'Neill                     | Produtora                                                            |
| 2011 | Desconhecido                       | Jaume Collet-Serra                 | Produtora Executiva                                                  |
| 2011 | Sherlock Holmes: O Jogo de Sombras | Guy Ritchie                        | Produtora Com Robert Downey Jr.                                      |
| 2014 | How to Talk to Girls               | Shawn Levy                         | Produtora                                                            |
| 2014 | The Judge                          | David Dobkin                       | Produtora                                                            |
| 2014 | Mr. Peabody & Sherman              | Rob Minkoff                        | Produtora Executiva                                                  |